# Heinrich von Seydewitz
Hans Heinrich Wilhelm von Seydewitz (* 15. Oktober 1799 in Gera; † 19. April 1868 in Halle (Saale)) war ein preußischer Generalmajor.

## Leben

### Herkunft
Heinrich war ein Sohn des reußischen Hofmarschalls Hans Heinrich von Seydewitz (1760–1809) und dessen Ehefrau Eva Margarethe Antonie Auguste, geborene von Ryssel (1765–1829). Sein Vater fiel als fürstlich reußischer Major bei der Belagerung von Saragossa.

### Militärkarriere
Seydewitz besuchte das Kadettenhaus in Dresden und wurde während der Befreiungskriege am 1. Mai 1814 als Sousleutnant im Wittenbergische Landwehr-Regiment der Sächsischen armee angestellt. Er wechselte am 5. Juni 1815 in preußische Dienste und kam als Sekondeleutnant in das Obersächsische Landwehr-Infanterie-Regiment. Anfang August 1816 folgte seine Versetzung in das 26. Infanterie-Regiment und von Anfang April bis Anfang Juli 1822 war er zur Gewehrfabrik nach Suhl kommandiert. Bis Mitte Dezember 1833 avancierte Seydewitz zum Kapitän und Kompaniechef. Unter Beförderung zum Major wurde er am 21. März 1848 in das 25. Infanterie-Regiment versetzt und am 1. März 1849 zum Kommandeur des Füsilier-Bataillons ernannt. In dieser Eigenschaft nahm Seydewitz 1849 während der Niederschlagung der Badischen Revolution am Gefecht bei Bischweier teil. Am 22. März 1853 zum Oberstleutnant befördert, kam er am 10. Juni 1856 als Kommandeur in das 1. Infanterie-Regiment. Dort wurde er am 15. Oktober 1856 zum Oberst befördert, bevor er am 17. Mai 1859 seinen Abschied als Generalmajor mit Pension erhielt. Er starb am 19. April 1868 in Halle (Saale).

### Familie
Er heiratete am 21. Juni 1848 in Flößberg Klementine von Schlieben (1811–1892). Das Paar hatte mehrere Kinder:
- Hugo (1849–1915), preußischer Generalmajor ⚭ Helene Hirsch (* 1854)
- Hans Heinrich Max (1850–1850)
- Karoline Klementine Tuiska (* 1851) ⚭ 1871 Roderich von Bescherer (1841–1913)
- Hans Heinrich Bernhard Albert (* 1852) ⚭ 1896 Jenny Marie Elise Kuhne (* 1862)
- Adeline Klementine Kamilla (1854–1854)